# Дещинська Галина Сафонівна
Галина Сафонівна Дещинська (нар. 20 лютого 1958, село Травневе, тепер Дубенського району Рівненської області) — українська радянська діячка, оператор по вирощуванню поросят колгоспу «Перемога» Дубенського району Рівненської області. Депутат Верховної Ради УРСР 11-го скликання.

## Біографія
Освіта середня. Член ВЛКСМ.
З 1975 року — колгоспниця, оператор по вирощуванню поросят колгоспу «Перемога» Дубенського району Рівненської області.
Потім — на пенсії в селі Княгинин Дубенського району Рівненської області.

## Нагороди
- ордени;
- медалі.